# Sveriges centralförening för idrottens främjande
Sveriges centralförening för idrottens främjande (SCIF) blev stiftet den 7. maj 1897 på Stockholms slott som Sveriges allmänna idrottsförbund, inden navnet i 1900 blev ændret til det nuværende. Det er en forening med formål at fremme sport- og idrætsinteressen i Sverige. Den første formand var Viktor Balck. Foreningen arrangerede bl.a. Nordiske lege fra 1901 til 1926.
Fra 1913 til 1931 blev det statslige tilskud til svensk idræt til dels fordelt gennem SCIF og dels via Riksidrottsförbundet, men siden 1931 har kun Riksidrottförbundet haft denne rolle.

## Stora priset
Siden 1967 har foreningen tildelt "Stora priset" til "årets idrætsforbund" i Sverige.

### Modtagere
- 1967 - Sveriges Akademiska Idrottsförbund
- 1968 - Svenska Orienteringsförbundet
- 1969 - Svenska Seglarförbundet
- 1970 - Svenska Bordtennisförbundet
- 1971 - Ikke tildelt
- 1972 - Svenska Simförbundet
- 1973 - Svenska Skridskoförbundet
- 1974 - Svenska Fäktförbundet
- 1975 - Svenska Simförbundet
- 1976 - Svenska Cykelförbundet
- 1977 - Svenska Brottningsförbundet
- 1978 - Svenska Tennisförbundet
- 1979 - Svenska Handikappidrottsförbundet
- 1980 - Svenska Simförbundet
- 1981 - Svenska Bandyförbundet
- 1982 - Svenska Kanotförbundet
- 1983 - Svenska Sportskytteförbundet
- 1984 - Svenska Skidförbundet
- 1985 - Svenska Tennisförbundet
- 1986 - Svenska Volleybollförbundet
- 1987 - Svenska Orienteringsförbundet
- 1988 - Svenska Golfförbundet
- 1989 - Svenska Bordtennisförbundet
- 1990 - Svenska Handbollförbundet
- 1991 - Svenska Motorcykelförbundet
- 1992 - Svenska Ishockeyförbundet
- 1993 - Svenska Fotbollförbundet
- 1994 - Svenska Gymnastikförbundet
- 1995 - Svenska Golfförbundet
- 1996 - Svenska Innebandyförbundet
- 1997 - Svenska Handikappidrottsförbundet
- 1998 - Svenska Handbollförbundet
- 1999 - Svenska Simförbundet
- 2000 - Svenska Sportskytteförbundet
- 2001 - Svenska Friidrottsförbundet
- 2002 - Svenska Brottningsförbundet
- 2003 - Svenska Fotbollförbundet
- 2004 - Svenska Friidrottsförbundet
- 2005 - Svenska Curlingförbundet
- 2006 - Svenska Ishockeyförbundet
- 2007 - Svenska Innebandyförbundet
- 2008 - Svenska Handikappidrottsförbundet
- 2009 - Svenska Boxningsförbundet
- 2010 - Svenska Skidförbundet
- 2011 - Svenska Orienteringsförbundet
- 2012 - Svenska Basketbollförbundet
- 2013 - Svenska Ridsportförbundet
- 2014 - Svenska Simförbundet
- 2015 - Svenska Triathlonförbundet
- 2016 - Svenska Cykelförbundet
- 2017 - Svenska Bilsportförbundet og Svenska Orienteringsförbundet
- 2018 - Svenska Skidskytteförbundet